# Drake Maye
Drake Lee Maye (Charlotte, 30 agosto 2002) è un giocatore di football americano statunitense che milita nel ruolo di quarterback per i New England Patriots della National Football League (NFL). Al college ha giocato per North Carolina. Fu scelto come terzo assoluto nel Draft NFL 2024 dai Patriots.

## Carriera universitaria
Nella sua prima stagione a North Carolina, Maye nel 2021 fu il terzo quarterback nelle gerarchie della squadra, giocando sporadicamente. Dopo avere disputato quattro partite, optò per passare il resto dell'anno come redshirt, potendo cioè allenarsi con la squadra ma non scendere in campo. Quando il titolare Sam Howell si infortunò e non poté giocare contro Wofford, Maye vide il suo maggiore utilizzo fino a quel momento. Giocando metà gara (l'altra la disputò l'altra riserva Jacolby Criswell) completò 7 passaggi su 9 per 89 yard e un touchdown, il primo in carriera. Corse anche 4 volte per 38 yard.

### 2022
Con Sam Howell passato alla NFL, Maye e Criswell si scontrarono per il posto di titolare prima della stagione 2022. Dopo ciò che venne descritta come una lotta equilibrata, Maye ne emerse vincitore e fu nominato titolare il 22 agosto 2022, cinque giorni prima del debutto stagionale. Nel primo turno contro Florida A&M completò 29 passaggi su 37 per 294 yard e 5 touchdown. Divenne così il primo giocatore dei Tar Heels a passare cinque touchdown alla prima gara come titolare. La settimana successiva, in trasferta contro Appalachian State, Maye passò 352 yard e 4 touchdowns, oltre a 76 yard corse e un touchdown su corsa nella vittoria per 63–61.  Nel turno successivo i Tar Heels batterono Georgia State, con il giocatore che passò 284 yard e 2 touchdown. Dopo la settimana di pausa, Maye passò 300 yard e 5 touchdown contro Notre Dame nella sconfitta per 45-32. La settimana successiva vi fu la vittoria per 45-10 su Virginia Tech in cui passò 363 yard e 3 touchdown, oltre ad altri 2 touchdown su corsa.
Dopo cinque partite, Maye ebbe il maggior numero di touchdown totali (22) nella storia del programma. Dopo la sconfitta contro Notre Dame,  i Tar Heels vinsero sei gare consecutive e con un record di 9-1 si assicurarono il titolo della ACC Coastal Division. La stagione regolare terminò con un bilancio di 9–3. Nella finale della ACC North Carolina perse contro Clemson.
Nella sconfitta dell'Holiday Bowl contro Oregon, Maye passò 206 yard e 3 touchdown, pareggiando il record dell'istituto di Howell per passaggi da touchdown in una stagione. La sua prima stagione si chiuse con un record di 9-5. Le sue 4.321 yard passate batterono il precedente primato di North Carolina di  Mitchell Trubisky. Per le sue prestazioni, Maye si piazzò al decimo posto nella classifica finale dell'Heisman Trophy. Fu premiato come giocatore offensivo dell'anno della ACC e come rookie dell'anno della conference.

### 2023
Con un nuovo coordinatore offensivo nel 2023, Maye continuò a fare registrare numeri di alto livello. Nelle vittorie su Minnesota, Syracuse e Campbell passò oltre 400 yard. La squadra però ancora una volta crollò nel finale di stagione, chiudendo con un bilancio di 8-4. Maye passò 3.608 passing yards, 24 touchdown e 9 intercetti, oltre a 9 touchdown su corsa, venendo inserito nella seconda formazione ideale della conference.
Maye si dichiarò eleggibile per il Draft NFL 2024 dopo la stagione e optò per non scendere in campo nel Duke's Mayo Bowl. Chiuse la carriera a UNC al quinto posto nella storia dell'istituto con 8.018 yard passate e al quarto con 63 touchdown passati.

## Carriera professionistica

### New England Patriots
Maye era considerato uno dei migliori quarterback selezionabili nel Draft 2024 e una delle prime scelte assolute. Il 25 aprile 2024 fu chiamato come terzo assoluto dai New England Patriots. Il 28 maggio 2024 firmó il suo contratto da rookie con i Patriots: un accordo quadriennale da 36,6 milioni di dollari, totalmente garantiti, di cui 23,4 milioni alla firma e con un'opzione per un quinto anno.

#### Stagione 2024

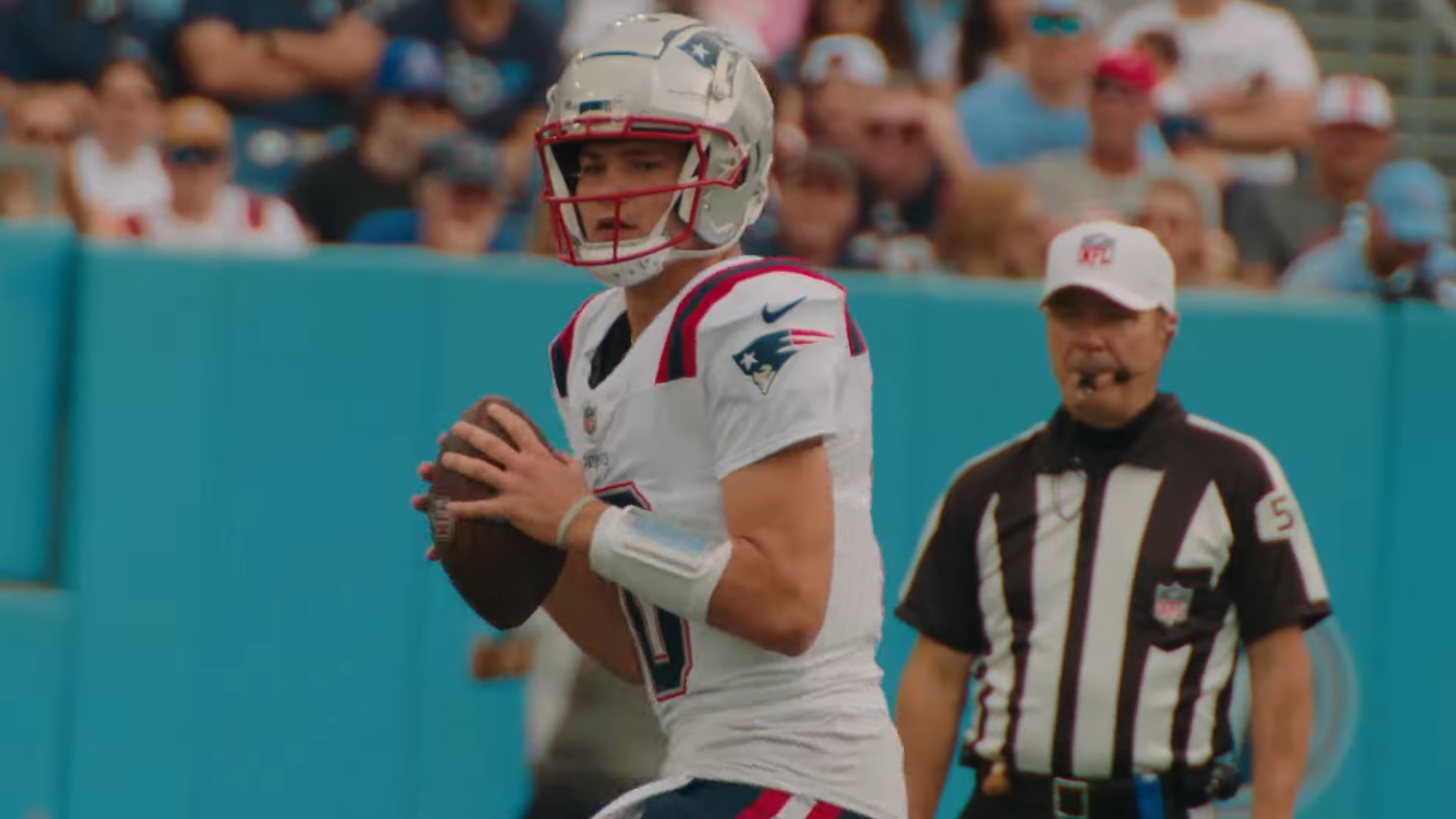
Maye contro i Titans nel novembre 2024

Il 29 agosto 2024 il capo-allenatore Jerod Mayo nominò il veterano Jacoby Brissett quarterback titolare per l'inizio della stagione, con Maye sua riserva. Debuttò nel finale della gara del terzo turno contro i New York Jets a risultato compromesso completando 4 passaggi su 8 per 22 yard e correndo due volte per 12 yard. L'8 ottobre, dopo che i Patriots scesero a un record di 1–4 e Brissett continuò a faticare, Maye fu nominato quarterback titolare per la gara del sesto turno. In quella partita, contro gli Houston Texans, passò 243 yard e 3 touchdown ma perse anche dei palloni (2 intercetti e un fumble) e ricevette scarsa protezione dalla sua linea offensiva, nella sconfitta per 41-21. La settimana successiva passò 276 yard e 2 touchdown senza subire intercetti ma i Patriots furono sconfitti dai Jacksonville Jackson nella gara delle NFL International Series giocata al Tottenham Hotspur Stadium di Londra. Nella gara dell'ottavo turno contro i Jets Maye lasciò il campo quasi al termine del primo tempo per un colpo alla testa in uno scontro di gioco venendo quindi inserito nel protocollo di controllo per un'eventuale commozione cerebrale, terminando la sua partita con tre passaggi su sei tentati per 23 yard e tre corse per 46 yard e il suo primo touchdown su corsa. La settimana successiva divenne il secondo giocatore della storia dei Patriots con almeno 200 yard passate e almeno 90 corse nella stessa partita. Nonostante un'ottima prova, tra cui spiccò il passaggio da touchdown per Rhamondre Stevenson alla fine dei tempi regolamentari che mandò la gara ai tempi supplementari, lì subì un intercetto che chiuse la gara in favore dei Tennessee Titans. La sua stagione da rookie si chiuse con 2.276 yard passate, 15 touchdown e 10 intercetti subiti in 13 presenze, di cui 12 come titolare, mentre i Patriots si piazzarono all'ultimo posto della division. A fine anno fu convocato per il Pro Bowl al posto di Josh Allen che scelse di non parteciparvi.

## Palmares
- Convocazioni al Pro Bowl: 1

2024

## Statistiche

### Stagione regolare
| 2024   | NE     | 4 | 3 | 53 | 84 | 63,1 | 563 | 5 | 2 | 92,6 | 13 | 114 | 8,8 | 1 | 9 | 74 | 1 | 1 | 1-2-0 |
| Totale | Totale | 4 | 3 | 53 | 84 | 63,1 | 563 | 5 | 2 | 92,6 | 13 | 114 | 8,8 | 1 | 9 | 74 | 1 | 1 | 1-2-0 |

Fonte: Pro Football Reference — Statistiche alla settimana 8 della stagione 2024